# Observatoire de Kitami
L'observatoire de Kitami est un observatoire astronomique situé près de Kitami (sous-préfecture d'Okhotsk) dans l'est d'Hokkaidō au Japon. Son code d'observatoire est 400,.
Les astronomes amateurs Atsushi Takahashi et Kazurō Watanabe y ont découvert beaucoup d'astéroïdes. En septembre 2022, 699 découvertes avaient été faites à Kitami.